# ニューオータニイン札幌
ニューオータニイン札幌（New Otani Inn Sapporo）は、札幌市中央区にあるホテル。日本コンシェルジュ協会ホテル会員。

## 沿革
- 1982年（昭和57年）：「ホテルニューオータニ札幌」開業[2]。
- 1993年（平成05年）：チャペル献堂式[2]。
- 2011年（平成23年）：「ニューオータニイン札幌」にリブランド。
- 2015年（平成27年）： ナチュラルコンフォートフロア“然”オープン。
- 2016年（平成28年）： 新設宴会場「SAKURA」「TSUBAKI」オープン。
- 2017年（平成29年）： プレミアムスーペリアフロアオープン。

## 施設
客室
- プレミアムシングル (17 m²)
- ナチュラルコンフォートフロア“然”シングル (17 m²)
- スタンダードシングル (17 m²)
- プレミアムツイン (24 m²)
- ナチュラルコンフォートフロア“然”ツイン (24 m²)
- スタンダードツイン(24 m²)
- プレミアムコーナーツイン (29 m²)
- ナチュラルコンフォートフロア“然”ラージツイン(29 m²)
- スタンダードラージツイン (29 m²)
- ナチュラルコンフォートフロア“然”ラージダブル(27 m²)
- スタンダードラージダブル (27 m²)
- プレミアムダブル  (24 m²)
- ナチュラルコンフォートフロア“然”キングダブル (24 m²)
- ナチュラルコンフォートフロア“然”ダブル(24 m²)
- プレミアムトリプル (26 m²)
- ナチュラルコンフォートフロア“然”トリプル(26 m²)
- スタンダードトリプル(26 m²)
- ジャパニーズスーペリア（和室） (46 m²)
- ファンクション(46 m²)
- コネクティング (24×2 m²)
- プレミアムスーペリアツイン(30 m²)
- プレミアムスーペリアダブル(27 m²)
- プレミアムエグゼクティブツイン (46 m²)
- スイート (70 m²)

レストラン&バー
- パーティー&ダイニング フォーシーズン
  - ダイニングルーム アカシア
  - プライベートダイニング ハマナス
  - 和室 楓
  - 和室 萩
- ダイニング&カフェ ランデブーラウンジ
- バー オークルーム

宴会・会議
- 鶴の間 (775 m²)
- 北斗の間 (184 m²)
- 北星の間 (132 m²)
- 双葉の間 (91 m²)
- 青葉の間 (96 m²)
- 紅葉の間 (43 m²)
- 新緑の間 (66 m²)
- TSUBAKI (49 m²)
- SAKURA (39 m²)
- 万葉の間 (33 m²)
- ポラリス (93 m²)

ウェディング
- ひかりの教会「ポラリス」

その他
- ショップ

## アクセス
札幌市営地下鉄さっぽろ駅22番出口から徒歩1分、21番出口（一部エスカレーター有）から徒歩3分
- 北海道旅客鉄道（JR北海道）札幌駅から徒歩8分
- 札幌市営地下鉄東豊線さっぽろ駅から徒歩3分、札幌市営地下鉄南北線さっぽろ駅から徒歩6分
- 札幌市営地下鉄東豊線大通駅から徒歩4分、札幌市営地下鉄南北線大通駅から徒歩7分
- 新千歳空港から車で約70分

## 参考資料
- “ニューオータニイン札幌の歩み”. ニューオータニイン札幌. 2016年12月2日閲覧。